# Milionia basalis
Milionia basalis är en fjärilsart som beskrevs av Walker 1854. Milionia basalis ingår i släktet Milionia och familjen mätare. Inga underarter finns listade i Catalogue of Life.

## Bildgalleri

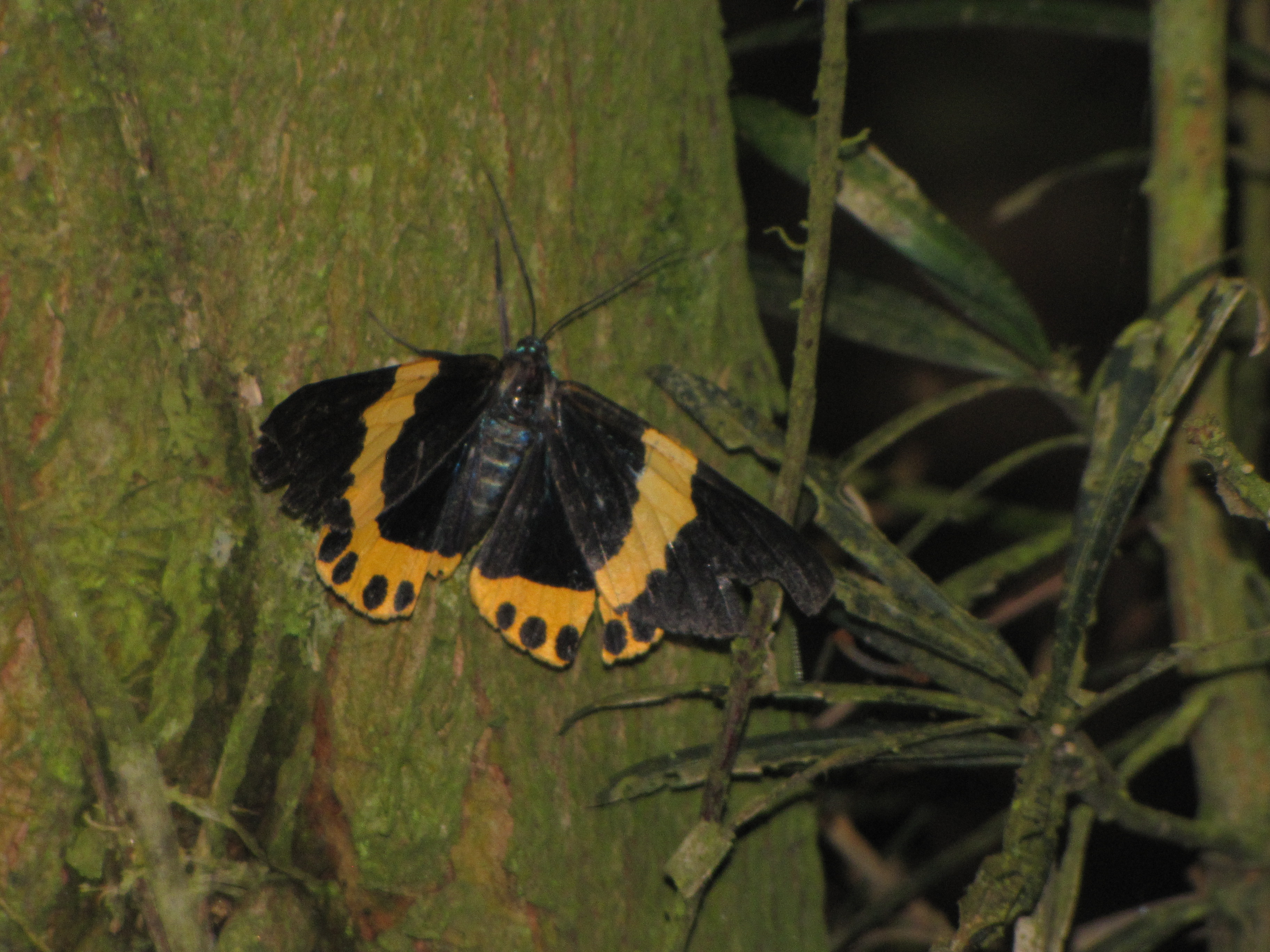
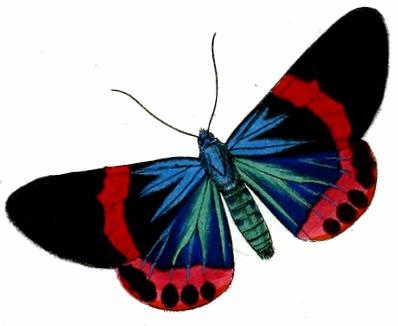
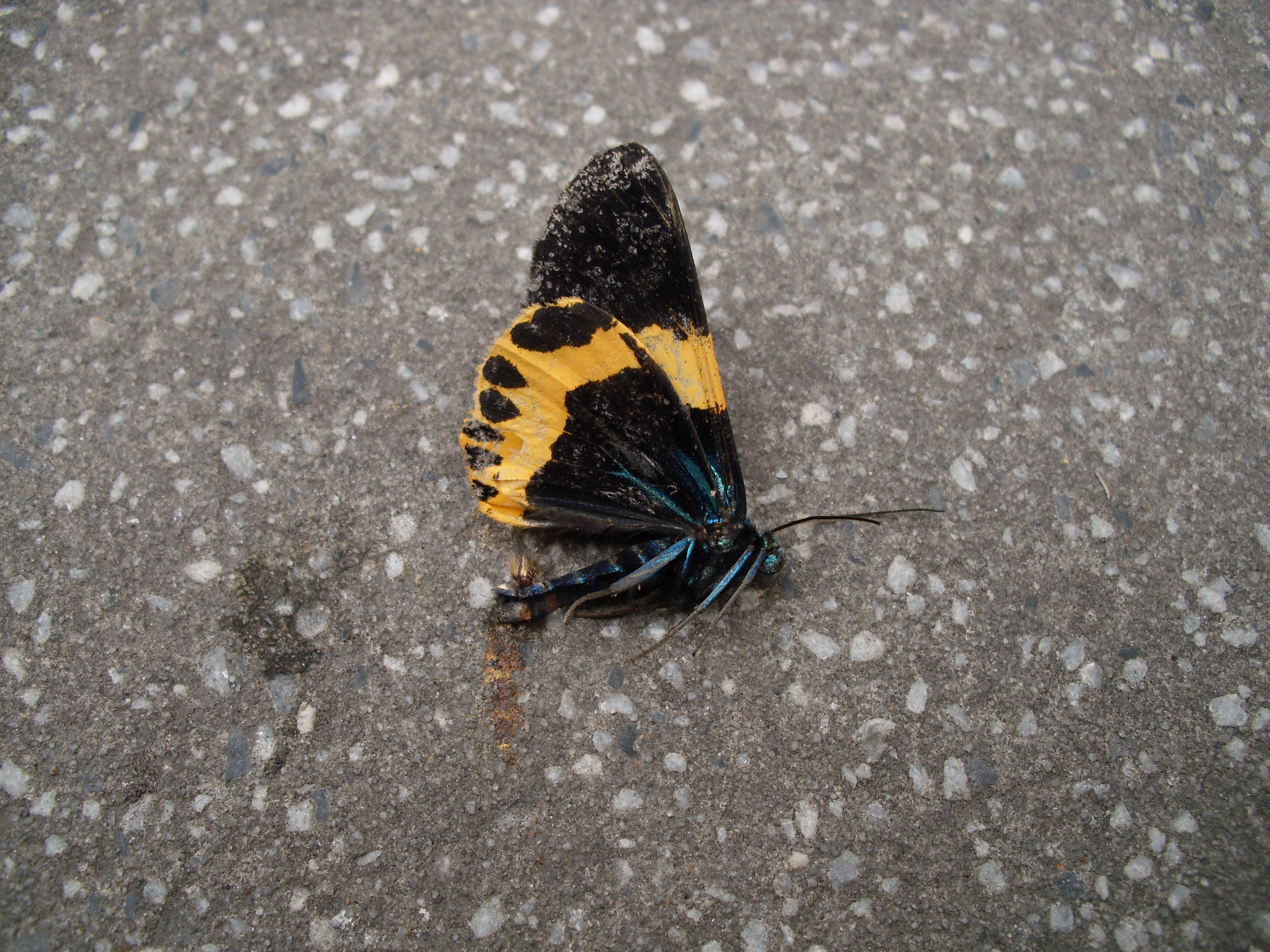
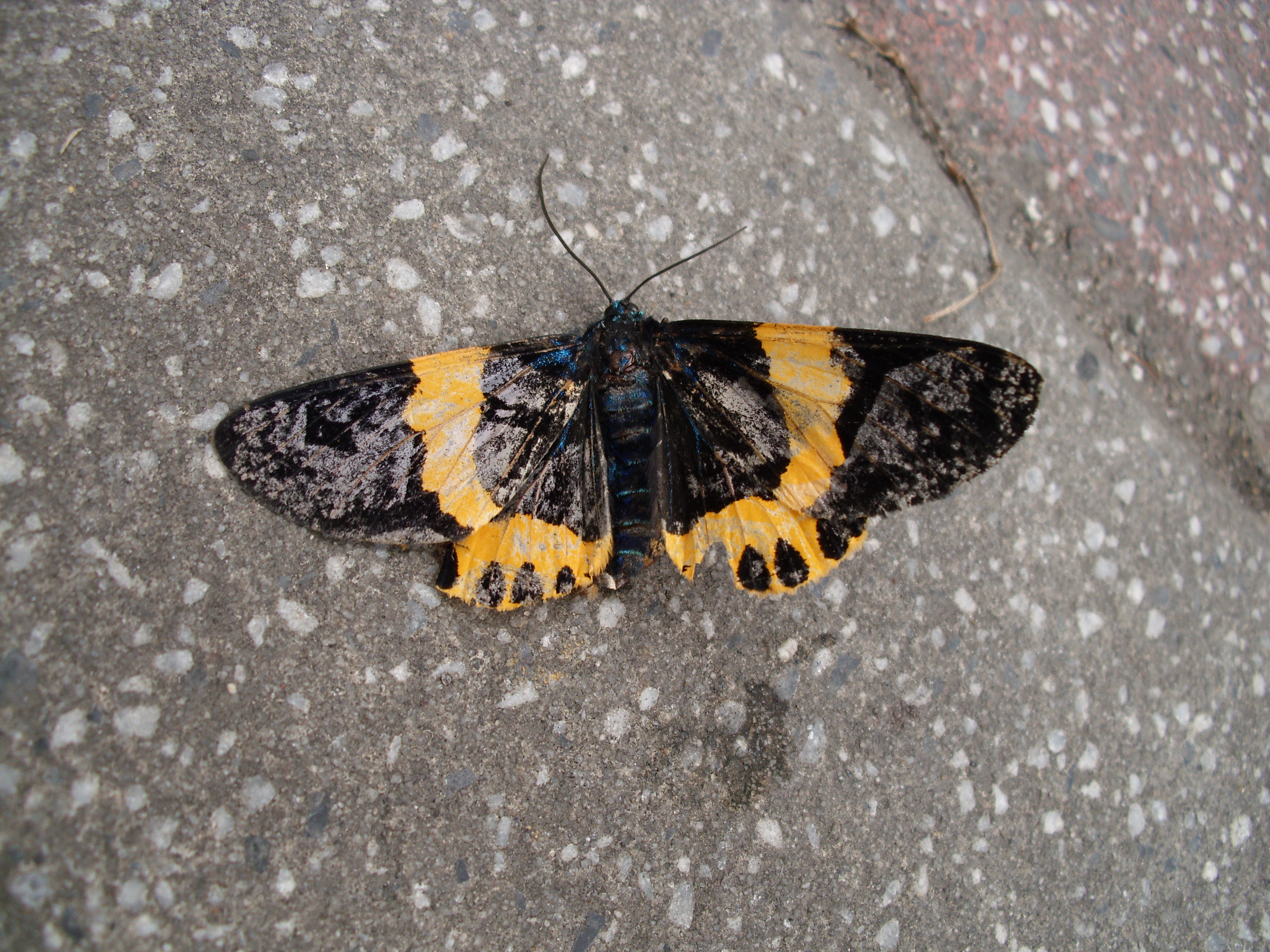